# 坂城神社

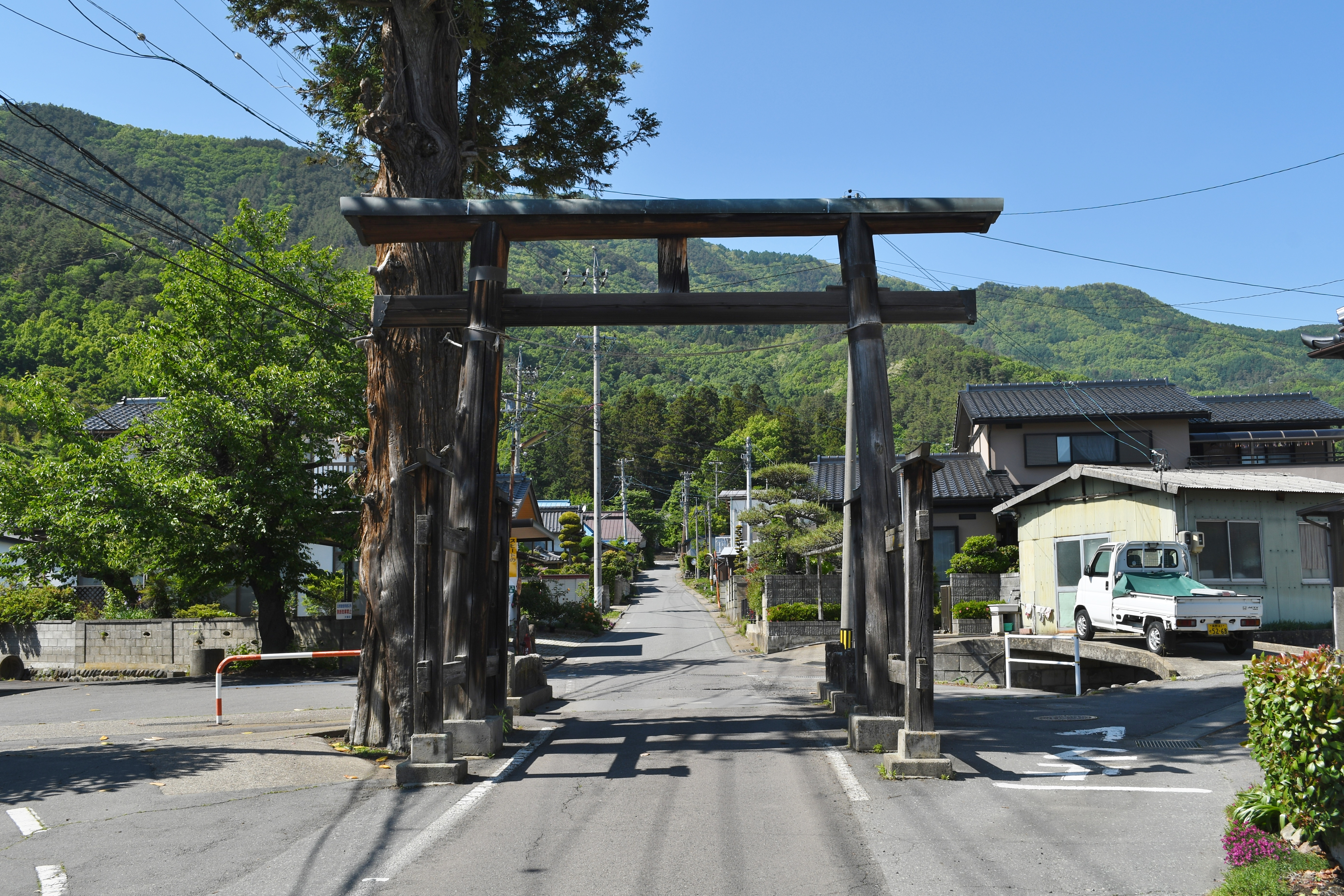
大鳥居

坂城神社（さかきじんじゃ）は、長野県埴科郡坂城町坂城にある神社。式内社で、旧社格は県社。

## 概要
主祭神は大己貴命。社伝によれば、景行天皇40年にヤマトタケルが東征の折に当地に祖神を祭り、白鳳2年（673年）に治国平天下を祈願して社殿を奉建したという。
延長5年（927年）成立の『延喜式』神名帳では信濃国埴科郡に「坂城神社」と記載され、式内社に列している。
埴科郡坂城郷の郷社として祀られ、中世以後は「坂城大宮」と称した。葛尾城主の村上氏によって代々崇敬され、境内に隣接して村上氏館跡の満泉寺がある。葛尾城は天文22年（1553年）に武田氏により落城したが、永禄11年（1568年）に武田信玄が社領を寄進して再興したほか、武田勝頼も天正7年（1579年）に社領を安堵している。
江戸時代の中之条陣屋代官の崇敬も厚かったという。

## 境内

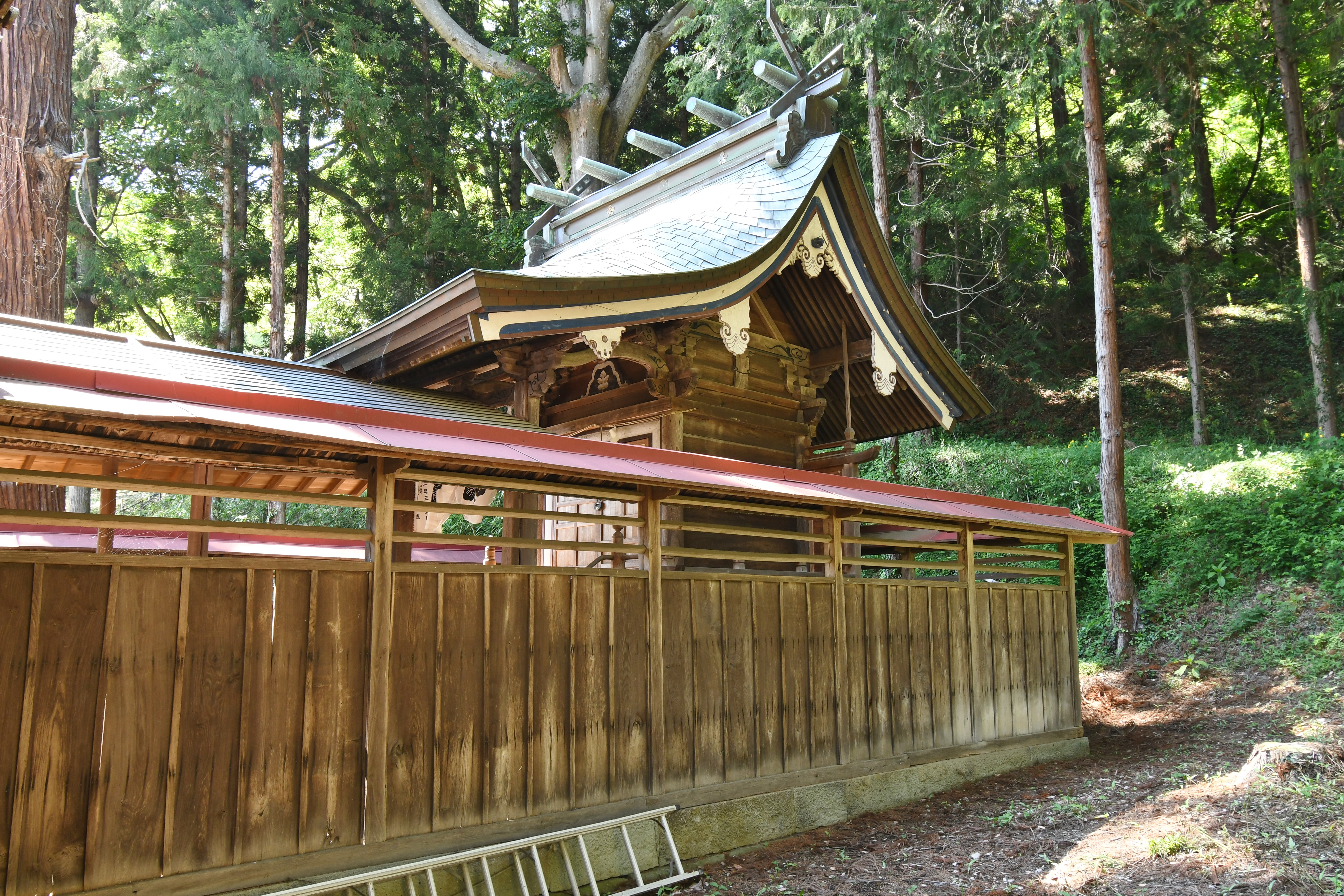
本殿
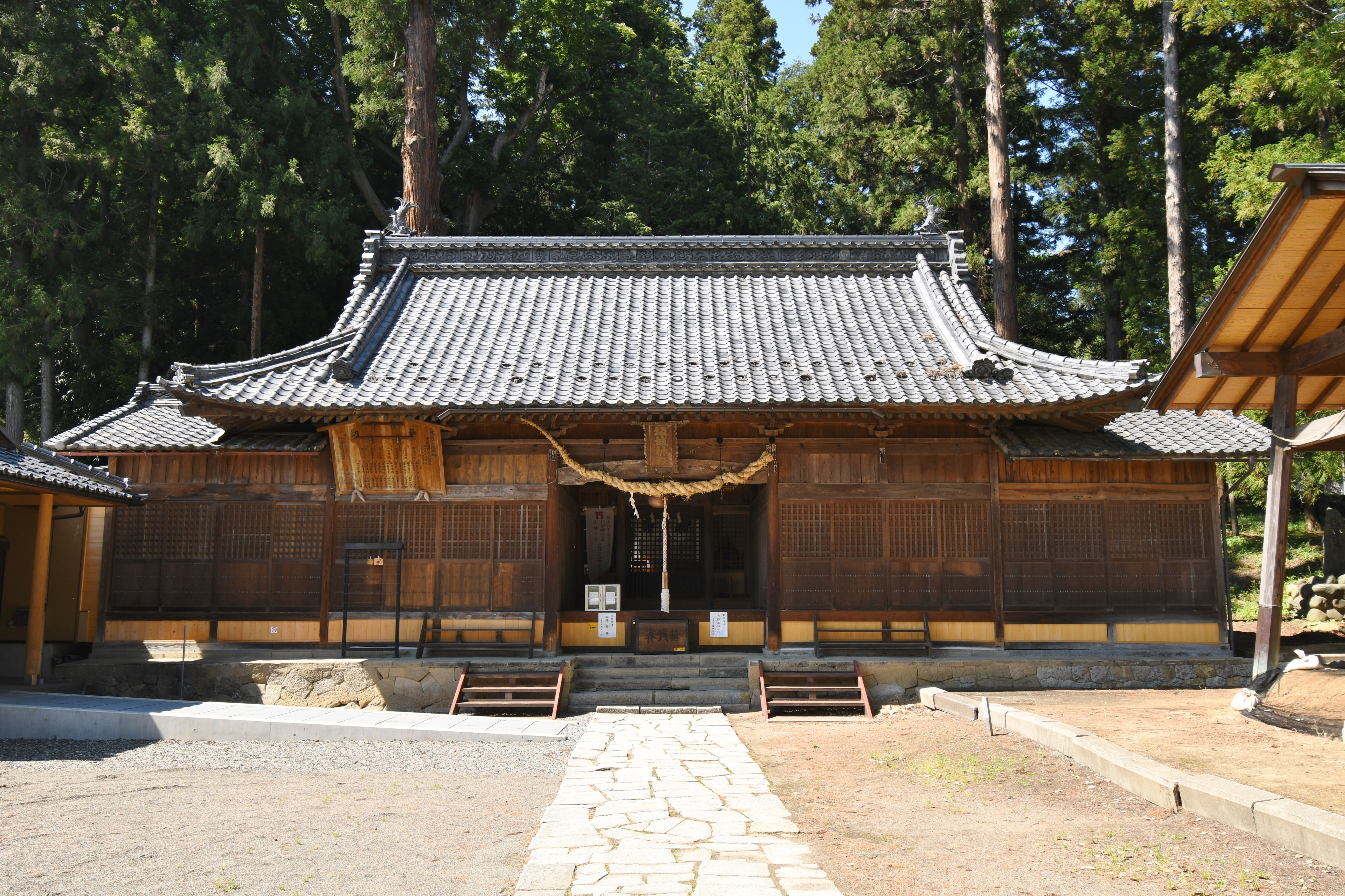
拝殿
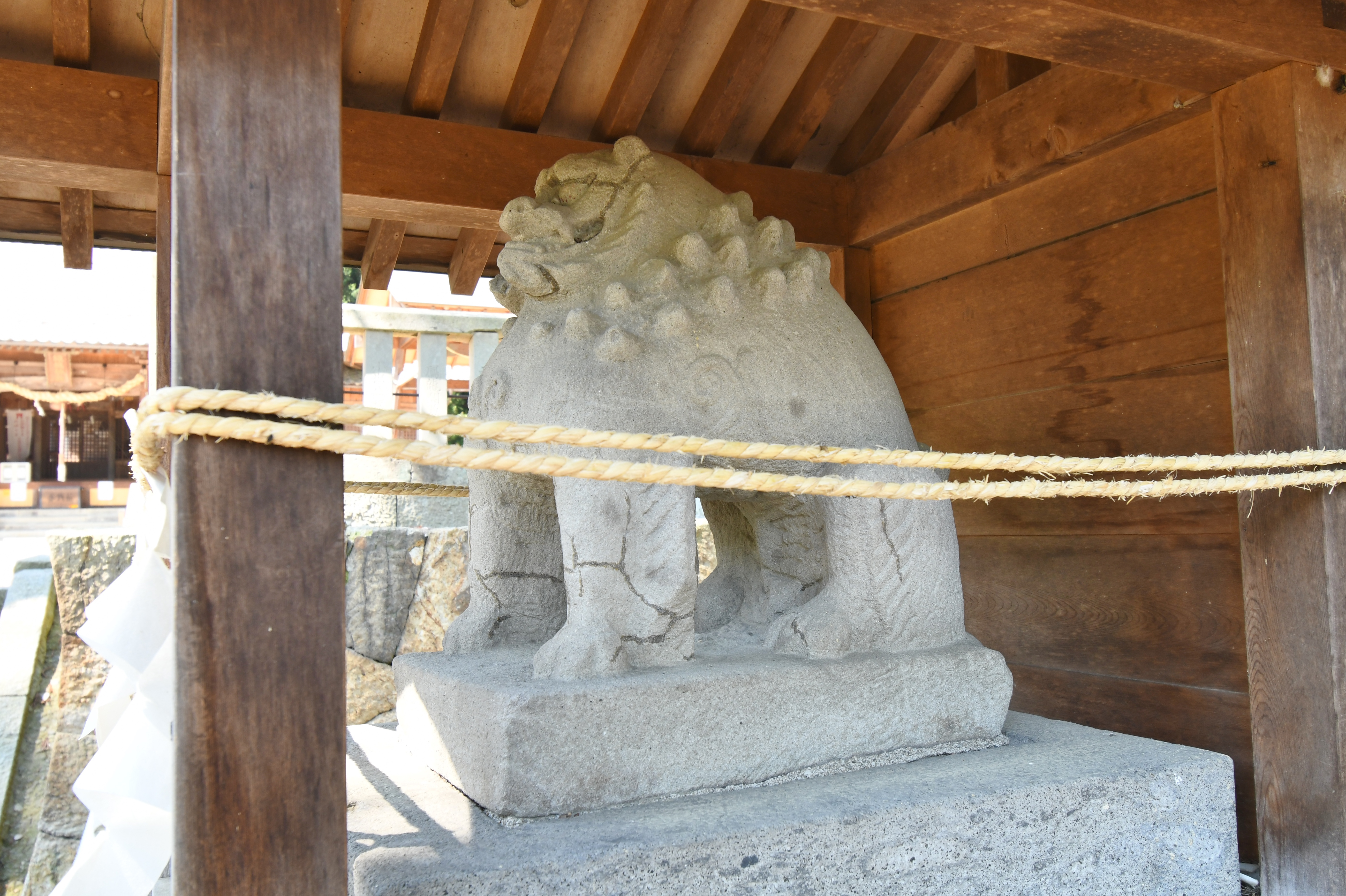
狛犬（阿、坂城町指定文化財）
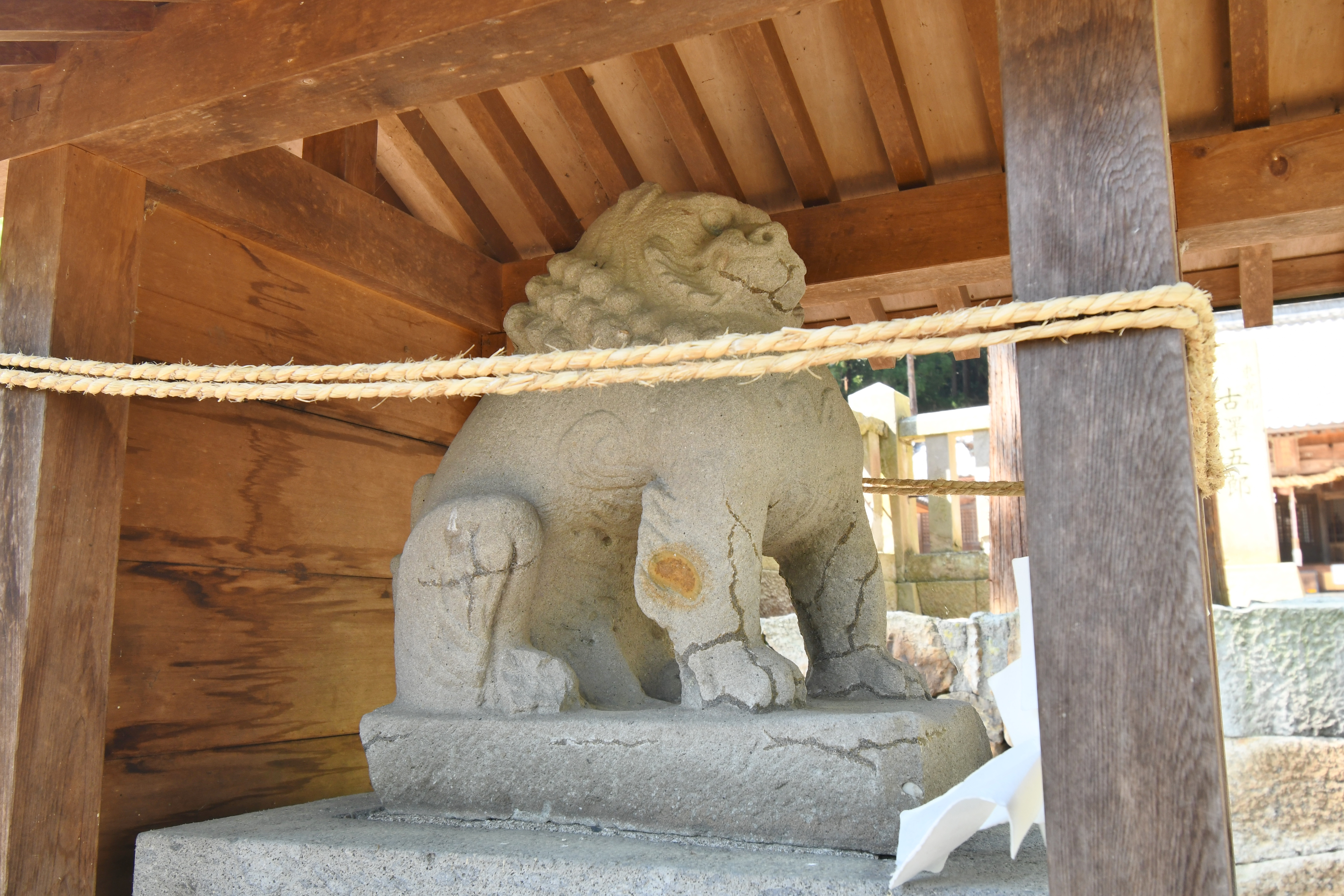
狛犬（吽、坂城町指定文化財）
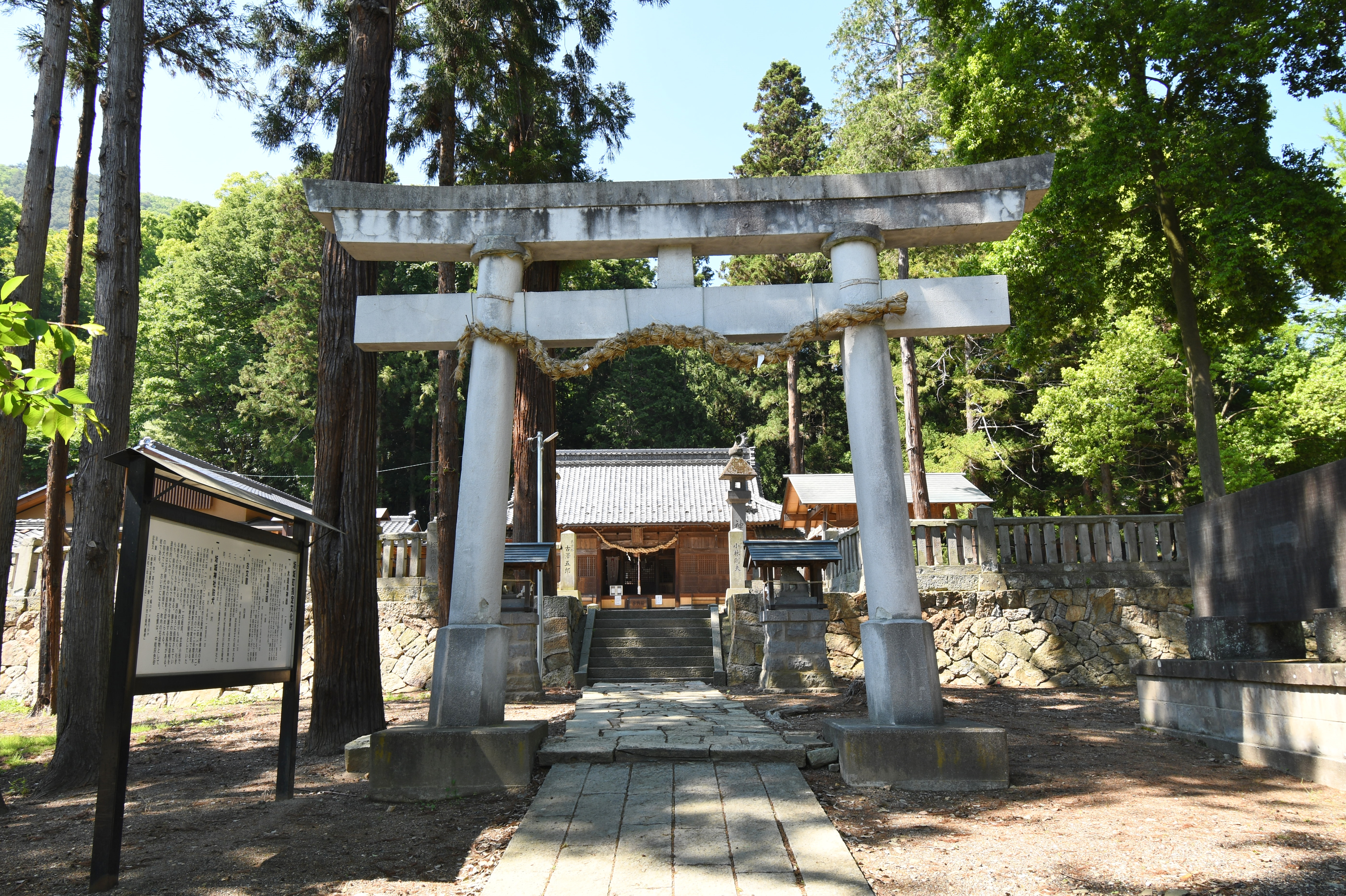
境内鳥居
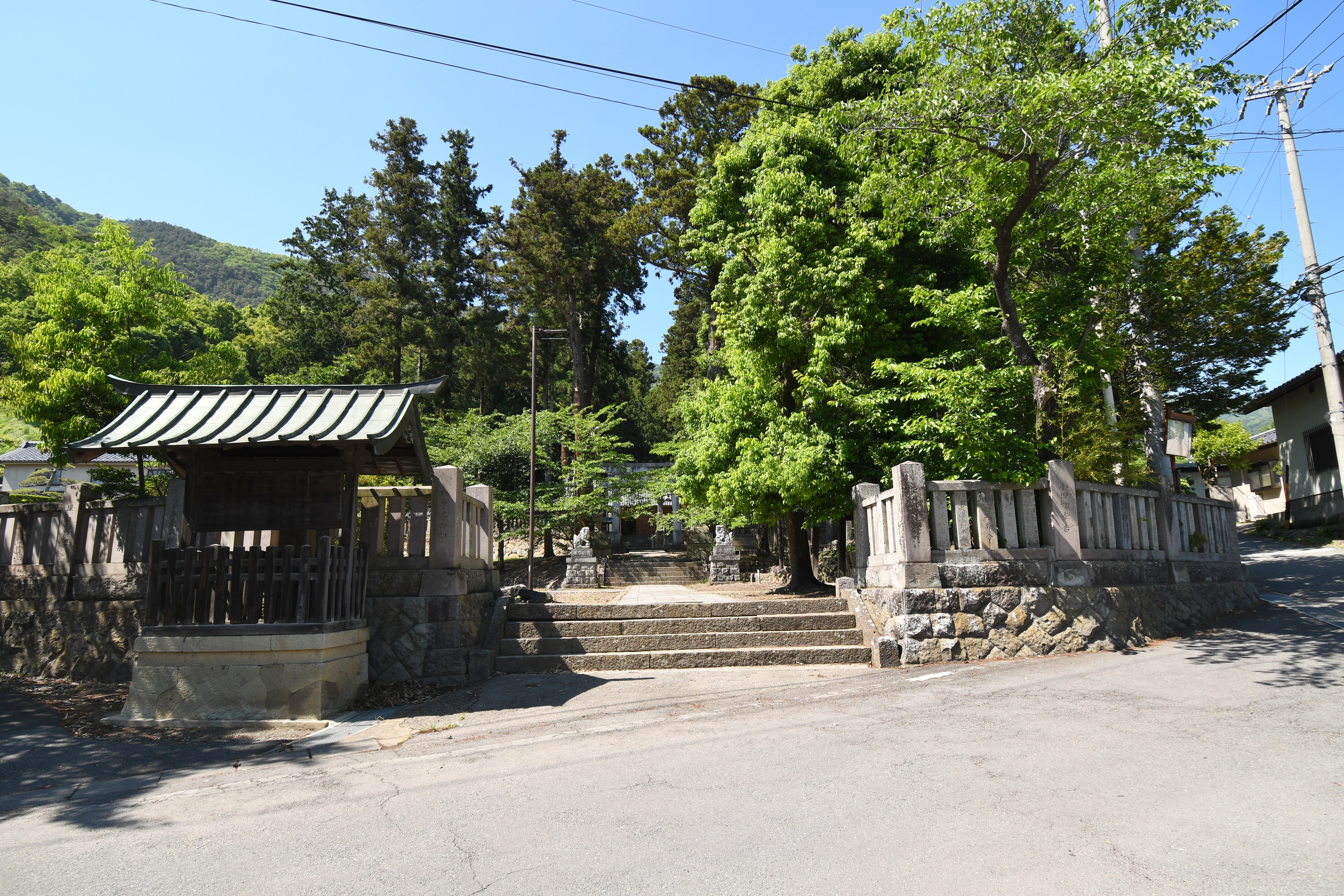
境内入り口

## 文化財

### 坂城町指定文化財
- 有形文化財
  - 木造鬼神面（彫刻） - 1984年（昭和59年）10月1日指定。
  - 木造獅子頭（彫刻） - 1984年（昭和59年）10月1日指定。
  - 坂城神社狛犬 1対（彫刻） - 1999年（平成11年）4月1日指定。
  - 坂城神社古文書 4通（古文書） - 武田信玄社領寄進状、武田勝頼社領安堵状、長谷川安左衛門禁制、村上義清神領寄進状。1984年（昭和59年）10月1日指定。